# 木下皓太
木下 皓太（きのした こうた、1997年3月8日 - ）は、ジャパンラグビーリーグワン宗像サニックスブルースに所属するラグビー選手。

## プロフィール
- 京都府出身[1]。
- ポジションはスクラムハーフ(SH)。
- 身長 165 cm、体重 65 kg
- ニックネームはコウタ。
- 関西学生代表に選ばれたことがある[2]。

## 来歴
2015年、天理高校卒業後、関西大学に入学。
2018年、関西大学ラグビー部の副将に就任した。
2019年、関西大学卒業後、宗像サニックスブルースに加入。